# Сечостатева діафрагма
Сечостате́ва діафра́гма (лат. diaphragma urogenitale) — щільна трикутна фасціально-м'язова пластинка, розташована під нижнім краєм лобкового симфіза, заповнює простір, обмежений з боків нижніми гілками лобкових і гілками сідничних кісток (лобковою дугою, arcus pubis). Через сечостатеву діафрагму проходить у чоловіків сечівник (його перетинчаста частина), у жінок сечівник та вагіна.

## Склад
Сечостатева діафрагма складається з двох фасціальних листків:
- Нижня фасція (fascia urogenitalis inferior)
- Верхня фасція (fascia urogenitalis superior)

Нижня фасція сечостатевої діафрагми (fascia urogenitalis inferior) — волокниста трикутна пластинка, натягнута між гілками лобкової і сідничної кісток, розташовується між поверхневими та глибокими м'язами, покриваючи знизу глибокий поперечний м'яз промежини, а також сфінктер сечівника.
Верхня фасція сечостатевої діафрагми (fascia urogenitalis superior) — прикриває глибокий поперечний м'яз промежини зверху. Обидві фасції прикріплюються з кожного боку до нижньої гілки лобкової кістки і до гілки сідничної кістки. Вони також зростаються по задньому краю сечостатевої діафрагми, утворюючи її задню межу. Верхня фасція у чоловіків зрощена з передміхуровою фасцією (fascia prostatae). Обидві фасції зрощені зі стінками сечівника, а у жінок — з вагінальною стінкою.

## М'язи сечостатевої діафрагми

### Поверхневі
1. сіднично-печеристий м'яз (m. ischiocavernosus) — парний, іде від медіальної поверхні сідничних горбів під лобкову дугу до ніжок клітора — у жінок. У чоловіків — іде до печеристих тіл пеніса. Функція м'яза полягає в забезпеченні ерекції пеніса (клітора) при здавленні венозних судин.
2. цибулино-печеристий м'яз (m. bulbocavernosus) — парний. У жінок — виступає вагінальним сфінктером, початок бере позаду від сухожильного центру промежини, проходить з обох боків присінка до дорсальної поверхні клітора в нижню фасцію діафрагми і утворює медіальну межу поверхневого простору промежини. У чоловіків — м'яз займає нижньо-бокову поверхню цибулини (bulbus) і частину губчастого тіла (corpus spongiosum penis). Функція м'яза полягає у його скороченні та вивільненні сперми і сечі.
3. поверхневий поперечний м'яз промежини (m. transversus perinei superficialis) — є парним, представлений тонким м'язовим пучком, який йде поперечно від сідничного горба назустріч такому ж м'язові, який розташований на протилежній стороні і закінчується на середній лінії в промежинному центрі (centrum perineale). Функція м'яза — фіксації центру промежини. Цей м'яз у жінок слабший, ніж у чоловіків.

### Глибокі
1. сфінктер сечівника (m. sphincter urethrae) — кільцеподібні пучки — похідні m. transversus perinei profundus. У жінок розвинений слабше.
2. глибокий поперечний м'яз промежини (m. transversus perinei profundus) — парний, бере початок від лобкової кістки (нижньої гілки) і закінчується в серединному сухожильному шві. У товщі залягають бульбоуретральні залози (glandulae bulbouretrales) у чоловіків і бартолінові залози (glandulae vestibulares majores) у жінок. Цей м'яз зміцнює сечостатеву діафрагму.

## Кровопостачання
Кровопостачання сечостатевої діафрагми таке ж, як і м'язів діафрагми таза. Забезпечується гілками внутрішньої клубової артерії. Вени, які супроводжують артерії, утворюють венозні сплетіння, кров з яких вливається у внутрішню клубову вену, а потім у нижню порожнисту і частково в ворітну вени.

## Лімфовідтік та іннервація
Лімфовідтік відбувається по ходу зовнішньої клубової артерії і вени, внутрішніх клубових судин і по передній поверхні крижів. На передній поверхні крижів і грушоподібних м'язів розташовується крижове сплетіння, гілки якого разом з гілками поперекового, куприкового сплетінь і тазового відділу вегетативної нервової системи здійснюють іннервацію м'язів.